# Гельмут Францке
Гельмут Францке (нім. Helmut Franzke; 2 грудня 1907, Берлін — 28 травня 1944, Бельгія) — німецький офіцер-підводник, капітан-лейтенант крігсмаріне.

## Біографія
5 квітня 1927 року вступив на флот. В січні-червні 1940 року — 1-й вахтовий офіцер на підводному човні U-26. З 29 липня по 10 листопада 1940 року — командир U-3. В листопаді 1940 року заарештований за звинуваченням у гомосексуальності і поміщений у військову в'язницю в Анкламі. 17 грудня 1940 року засуджений до 1 року і 3 місяців ув'язнення і позбавлений офіцерського звання. З квітня 1942 року служив в 4-му дивізіоні корабельних гармат і 1-му гарматному полку флотилії. Загинув на борту форпостенбота. Похований в Ломмелі.

## Звання
- Морський кадет (4 листопада 1932)
- Оберфенріх-цур-зее (1 вересня 1935)
- Лейтенант-цур-зее (1 січня 1936)
- Оберлейтенант-цур-зее (1 жовтня 1937)
- Капітан-лейтенант (1 квітня 1940)
- Матрос-єфрейтор (17 грудня 1940)

## Нагороди
- Медаль «За вислугу років у Вермахті» 4-го і 3-го класу (12 років)